# Teorema de Laguerre
En análisis matemático, el teorema de Laguerre sirve para aproximar las raíces de un polinomio. Este teorema debe su nombre al matemático francés Edmond Laguerre (1834-1886).

## Enunciado
| Teorema de Laguerre (caso real): Si {\textstyle P(x)=\sum _{i=0}^{n}a_{i}x^{i}} coincide con {\displaystyle n} y tiene {\displaystyle n} raíces reales, entonces todas estas raíces están en el intervalo {\displaystyle [u,v]}, donde {\displaystyle u} y {\displaystyle v} son las raíces del polinomio: {\displaystyle nx^{2}+2a_{n-1}x+\left(2(n-1)a_{n-2}-(n-2)a_{n-1}^{2}\right)} |

Este teorema es un caso real del teorema de Gauss-Lucas.
| Teorema de Laguerre (caso complejo): Sea {\displaystyle f(z)=z^{n}+a_{n-1}z^{n-1}+...+a_{0}} un polinomio unitario de grado {\displaystyle n} con coeficientes complejos. Considérese un punto {\displaystyle z_{0}} tal que {\textstyle f'(z_{0})\neq 0}. Entonces, existe al menos una raíz de {\displaystyle f} en el disco cerrado centrado en {\displaystyle z_{0}} y de radio {\displaystyle n{\frac {\|f(z_{0})\|}{\|f'(z_{0})\|}}} |

| Demostración |
| Se asume que {\displaystyle f(z_{0})\neq 0} y se escribe {\displaystyle f(z)} en la forma {\textstyle f(z)=\prod _{k=1}^{n}(z-\zeta _{k})} {\displaystyle f'(z_{0})=\sum _{i=0}^{n}\displaystyle \prod _{j=0 \atop j\neq i}^{n}(z_{0}-\zeta _{j})=\sum _{k=0}^{n}{\frac {f(z_{0})}{z_{0}-\zeta _{k}}}} Entonces, {\displaystyle {\frac {f'(z_{0})}{f(z_{0})}}=\sum _{k=1}^{n}{\frac {1}{z_{0}-\zeta _{k}}}} y por lo tanto {\displaystyle {\frac {\|f'(z_{0})\|}{\|f(z_{0})\|}}\leq \sum _{k=1}^{n}{\frac {1}{\|z_{0}-\zeta _{k}\|}}\leq {\frac {n}{\min _{k}\|z_{0}-\zeta _{k}\|}},} dicho de otro modo, {\displaystyle \min _{k}\|z_{0}-\zeta _{k}\|\leq n{\frac {\|f(z_{0})\|}{\|f'(z_{0})\|}},} lo que completa la demostración |